# Dziesięć dziewcząt w poszukiwaniu męża
Dziesięć dziewcząt w poszukiwaniu męża - operetka w 1 akcie autorstwa Franz von Suppégo z librettem Friedricha Wilhelma Riese'a (ps. Wilhelm Friedrich). Prapremiera miała miejsce w 1862 w Wiedniu, a premiera polska - w 1865 w Warszawie.
Premiera historii pana Schönhahna, poszukującego mężów dla swoich 10 córek, spotkała się z chłodnym przyjęciem krytyków, wytykających jej brak akcji połączony z nużącymi popisami wokalno-tanecznymi. Mimo kilku warszawskich inscenizacji na przełomie XIX i XX wieku, operetka jest obecnie rzadko grywana. Jest jednak ważna dla prześledzenia rozwoju formy scenicznej u Suppego jako ogniwo łączące jego krotochwile z muzyką i jednoaktowe operetki o bardziej zbudowanym konflikcie.